# (54526) 2000 QS13
2000 كيو أس 13 (ويعرف أيضًا باسم (54526) 2000 كيو أس 13 وفق تسمية الكوكب الصغير) (بالإنجليزية: 2000 QS13)‏ هو كويكب ضمن حزام الكويكبات؛ وترتيبه 54526 من حيث الاكتشاف.
اكتُشف هذا الجُرم الفلكي بواسطة بحث لنكولن عن الكويكبات القريبة من الأرض في 24 أغسطس 2000.

## وصلات خارجية
- (54526) 2000 QS13 في قاعدة بيانات مختبر الدفع النفاث لأجرام النظام الشمسي الصغيرة

- الاكتشاف · مخطط المدار ·  العناصر المدارية · المعلمات المادية

- (54526) 2000 QS13 على موقع ويكي سكاي: DSS2, SDSS, GALEX, IRAS, Hydrogen α, X-Ray, Astrophoto, Sky Map, Articles and images